# Martin Standke

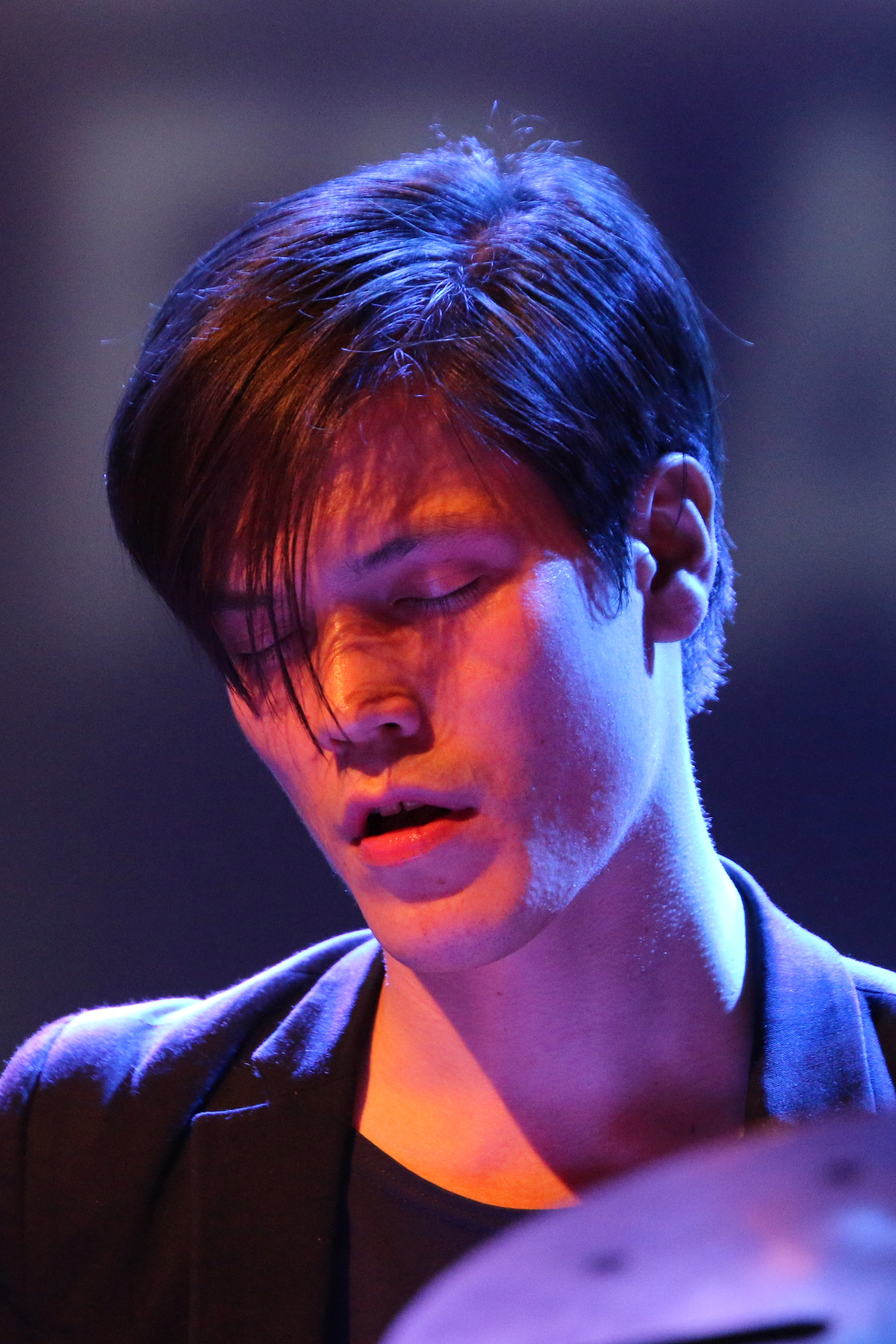
Martin Standke (2015)

Martin Standke (* um 1982 in Frankfurt am Main) ist ein deutscher Jazzmusiker (Schlagzeug).

## Werdegang
Standke studierte Lehramt für Musik an der Hochschule für Musik und Darstellende Kunst Frankfurt am Main sowie an der Musikhochschule Köln bei Michael Küttner im Hauptfach Jazz-Schlagzeug.
Gemeinsam mit Tim Roth, Yuriy Sych und dem Saxophonisten Benjamin Steil gründete er 2006 das Contrast Quartet, mit dem er 2009 sein Debütalbum vorlegte. Aus diesem entwickelte sich das Contrast Trio, dem Standke bis 2018 angehörte. Auch ist er Mitglied des Trios und des Quintetts von Natalya Karmazin und gehört zu Ragawerk. 2010 spielte er mit Stephan Schmolck auf dem Deutschen Jazzfestival; auch ist er auf einigen Produktionen des hr-Jazzensembles und bei Ivan Habernal zu hören. Standke, der in Frankfurt am Main lebt, war auch am dortigen Schauspielhaus als Theatermusiker aktiv.

## Preise und Auszeichnungen
Mit dem Contrast Quartet erhielt er 2006 den ersten Preis beim hessenweiten Wettbewerb Jugend jazzt und 2008 das Arbeitsstipendium Jazz der Stadt Frankfurt am Main; das Arbeitsstipendium bekam er 2009 auch mit dem Natalya Karmazin International Jazz Quintet und 2014 mit dem Quartett Electrolyte. Mit dem Contrast Trio wurde er 2016 mit dem Hessischen Jazzpreis ausgezeichnet.

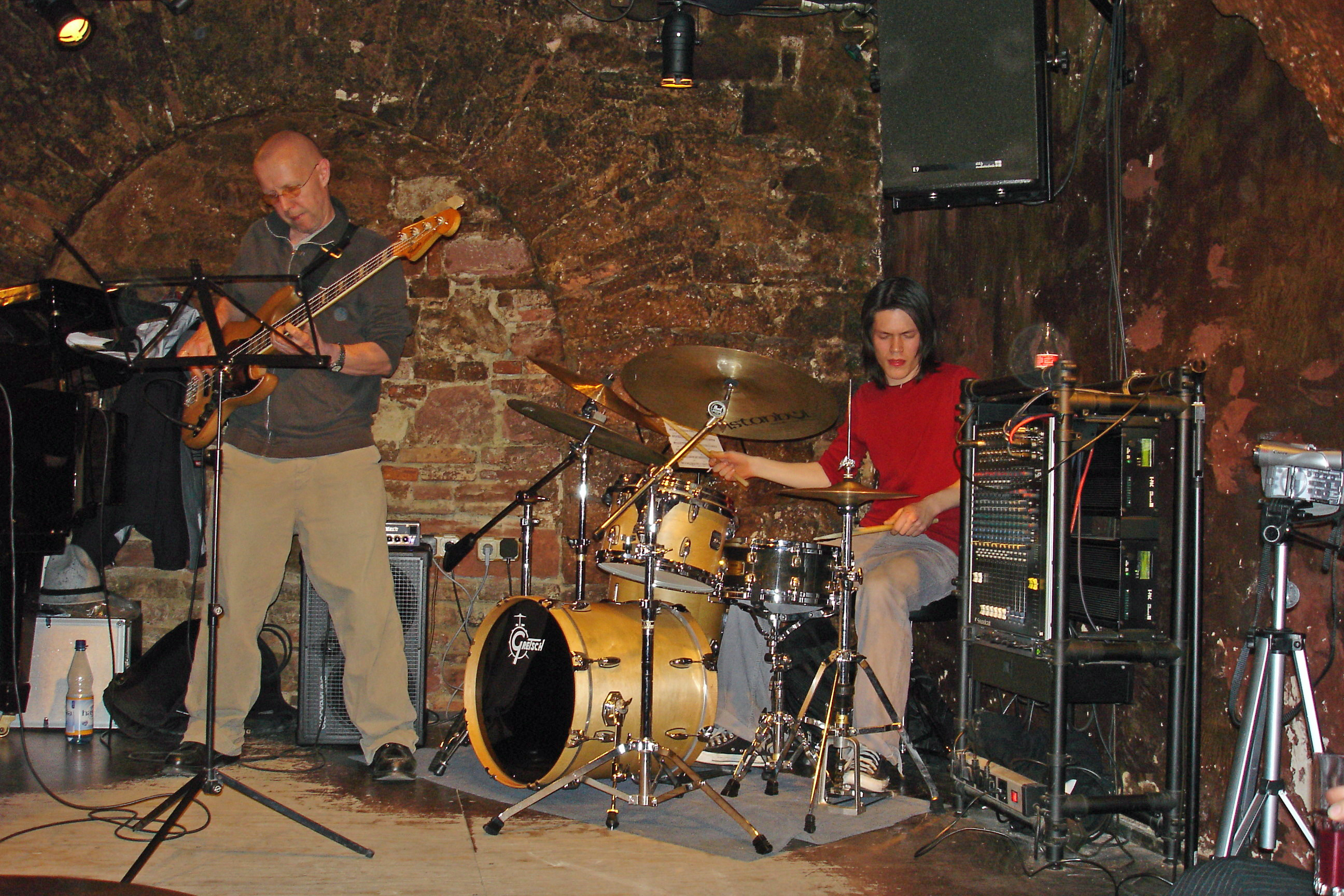
Martin Standke (Mitte) mit Thomas Heidepriem (2007)

## Diskographische Hinweise
- Contrast Quartet – Second Wave (flexaton 2009, mit Benjamin Steil, Tim Roth, Martin Standke)
- Karma Jazz Group – Birth of Indigo (Laika Records 2011, mit Natalya Karmazin, Evgeny Ring, Daniel Guggenheim, Christoph Rücker)
- Contrast Trio – Zwei (whyempty 2015, mit Yuriy Sych, Tim Roth, sowie Bastian Ruppert)
- Max Clouth Clan – Kamaloka (L+R Records 2018)
- Electrolyte – Virtual Game (Rodenstein 2021, mit Alberto Menéndez, Bastian Ruppert, Yuriy Sych)[5]